# Pierre Probst
Pour les articles homonymes, voir Probst.
Œuvres principales
- Caroline
- Tim et Poum
- Fanfan

Pierre Probst est un illustrateur et écrivain français, né le 6 décembre 1913 à Mulhouse et mort le 12 avril 2007 à Suresnes. Il est surtout connu comme créateur du personnage de Caroline, héroïne d'une série d'albums pour enfants.

## Biographie
Tout le monde dans sa famille travaille dans le dessin ou la broderie, pour les Cotonnades d'Alsace. Dès l'âge de cinq ans, Pierre Probst décide qu'il sera dessinateur. Il étudie à l'école des beaux-arts de Mulhouse et devient, à 18 ans, dessinateur de cartons de soierie. Puis il se marie. Il s'installe à Lyon, où il ouvre un atelier de dessin publicitaire, Les Graphistes lyonnais. Il maîtrise une bonne partie de la chaîne graphique, étant à la fois dessinateur, retoucheur photo et photograveur. Il travaille notamment pour le chocolat Suchard, créant le petit chien noir emblématique.
Il est fait prisonnier au début de la Seconde Guerre mondiale. Il s'évade, et rejoint Lyon, en zone libre. C'est là, en 1941, qu'il commence à illustrer des livres pour enfants, pour les éditions du Puits-Pelu. La même année voit la naissance de sa fille, Simone. Il illustre deux livres pour enfants d'une série de Marie-Reine Blanchard : Bibiche en Alsace (1945) et Bibiche et François en voyage (1948).
En 1946, il s'installe en région parisienne, d'abord dans l'est de la capitale, puis à La Garenne-Colombes. Il fournit des illustrations aux éditions Hachette pour des atlas, pour des livres de vulgarisation scientifique, d'histoire ou de nature (notamment pour Le Monde des animaux)… En parallèle, il continue de produire des dessins publicitaires.
Chez Hachette, en 1950, il fournit des illustrations pour les collections « Bibliothèque verte » (Rose et sept cousins) et « Bibliothèque rose » (Bimbi à la ferme). C'est pour une nouvelle collection, « Les Albums roses », qu'il est chargé de concevoir des personnages animaliers, sur des textes de Didier Fouret, directeur de Hachette Jeunesse. C'est ainsi que naissent de petits animaux dont certains deviendront par la suite les compagnons de Caroline : en 1952, paraissent Pitou la petite panthère, Boum et ses frères, Dandi et Trois Petits Lions. Cette année-là, Pierre Probst signe un contrat d'exclusivité avec Hachette.
En 1953, il écrit et illustre Une fête chez Caroline, qui connaît tout de suite le succès. C'est le premier album d'une série qui va en compter quarante-quatre. En 1961, il crée Tim et Poum, un lapin et un chien (Tim détective, 1962). En 1966, il crée le personnage masculin de Fanfan, dans Fanfan et sa péniche, premier album d'une série de huit.
De 1976 à 1987, il travaille sur les séries La Vie secrète des bêtes et La Vie privée des hommes, dont il illustre six volumes.
Dans les dix dernières années de sa vie, il produit toujours un album de Caroline chaque année.
Pierre Probst meurt à 93 ans, à l'hôpital de Suresnes, des suites d'un infarctus. Il est inhumé au cimetière de La Garenne-Colombes.

## Style
Son style de dessin, réaliste et très expressif, est tout de suite reconnaissable. Ses dessins sont faits à l'encre de Chine et au pinceau, les couleurs simples et vives, à la gouache.

## Publications

### Livres
- 1945 : Olivier de Fonsauvent, une histoire de dame françoise de Blanchard, coll. « Notre bibliothèque », Éditions de Marly, Paris, 206 p.
- 1945 : Le Château des Malices d'Henriette Robitaillie, Collection « Plaisir des jeunes », Publications techniques et artistiques
- 1946 : Quelle petite peste ! d'Henriette Robitaillie , Publications techniques et artistiques
- 1946 : Jean peur-de-rien  de Tony Burnand, coll. « Notre bibliothèque , Éditions de Marly, Paris, 267 p.
- 1946 : L'échelle des géants de Alain Serdac, coll. « Notre bibliothèque », Éditions de Marly, Paris, 263 p.
- 1946 : Cadet-la-chance de Gilles Rolland, coll. « Notre bibliothèque », Éditions de Marly, Paris, 260 p.
- 1946 : L'enfant blond de Roger Régis, coll. « Notre bibliothèque », Éditions de Marly, Paris, 274 p.
- 1946 : Le Grand Cygne de Jeanne Dubois, coll. « Framboise », Éditions de Marly, Paris, 128 p.
- 1946 : L'angoisse de Gilbert de Jeanne Dubois, coll. « Framboise », Éditions de Marly, Paris, 128 p.
- 1947 : Le prince Tippo de J. M. de Boissard, coll. « Framboise », Éditions de Marly, Paris, 253 p.
- 1947 : D'azur à l'épée d'argent de Pierre Mariel, coll. « Notre bibliothèque », Éditions de Marly, Paris, 250 p.
- 1947 : Le complot de la montagne de Suzanne Dollé, coll. « Notre bibliothèque », Éditions de Marly, Paris, 281 p.
- 1947 : Les trois sentiers qui ne s'entendaient plus d'Henriette Robitaillie, Éditions Librairie Istra, Paris, 14 p.
- 1950 : Rose et ses sept cousins, texte Louisa May Alcott et Pierre-Jules Stahl, coll. « Bibliothèque verte », Hachette.
- 1950. : Bimbi à la ferme, texte Estrid Ott, coll. « Bibliothèque rose », Hachette.
- 1951 : Pitou la petite panthère, Hachette, coll. « Les Albums roses ».
- 1951 : Youpi, Hachette, coll. « Les Albums roses », réédition dans la coll. « Petite fleur » en 1973.
- 1952 : Bob le petit jockey, Hachette, coll.« Les Albums roses »,
- 1952 : Boum et ses frères, Hachette, coll. « Les Albums roses ».
- 1952 : Pouf le chaton bleu, Hachette, coll. « Les Albums roses ».
- 1952 : Dandi, Hachette, coll. « Les Albums roses ».
- 1952 : Trois Petits Lions, Hachette, coll. « Les Albums roses ».
- 1953 : Youpi et Caroline, Hachette, coll. « Les Albums roses ». Format 164 × 197 mm.
- 1953 : Youpi en vacances,Hachette, coll. « Les Albums roses ».
- 1953 : Pouf et son cousin, Hachette, coll. « Les Albums roses ».
- 1953 : Pipo, Hachette, coll. « Les Albums roses ».
- 1953 : Si j'étais, coll. « Les Albums roses », Hachette, coll. « Les Albums roses ».
- 1953 : Pouf et Noiraud, Hachette, coll. « Les Albums roses ».
- 1954 : Pouf et Noiraud campeurs,  Hachette, coll. « Les Albums roses ».
- 1957 : Caroline en avion, coll. « Les Albums roses », Hachette.
- 1959 : Caroline et son cousin, coll. « Les Albums roses », Hachette.
- 1972 : Pouf et Youpi boxeurs, coll. « Mon premier album Hachette ». Format 190 mm.
- 1973 : Le Réveillon de Fanfan, coll. « La Boîte à images », Hachette. Format 120 mm.
- 1992 : Pouf et Noiraud bricoleurs, coll. « Caroline câlin », Hachette. Format 140 × 160 mm.
- 1992 : Youpi à l'école, coll. « Caroline câlin », Hachette.
- 1992 : Pouf et Noiraud aux sports d'hiver, coll. « Caroline câlin », Hachette.
- 1992 : Pouf et Noiraud campeurs, coll. « Caroline câlin », Hachette.
- 1992 : Bobi et son ami Grisette, coll. « Caroline câlin », Hachette.
- 1992 : Pipo chien de berger, coll. « Caroline câlin », Hachette.
- 1992 : Ma première histoire de France, texte de Michel Seyssel, Larousse.
- 1993 : Caroline à bicyclette, coll. « Caroline câlin », Hachette.
- 1993 : Youpi au zoo, coll. « Caroline câlin », Hachette.
- 1993 : Youpi à la mer, coll. « Caroline câlin », Hachette.
- 1993 : Caroline fête les rois, coll. « Caroline câlin », Hachette.
- 1993 : Le Noël de Pouf et Youpi, coll. « Caroline câlin », Hachette.
- 1993 : Les Vacances de Caroline, coll. « Caroline câlin », Hachette.
- 1993 : Bobi et Églantine, coll. « Caroline câlin », Hachette.
- 1994 : Les Sept Câlins de la semaine, coll. « Caroline câlin », Hachette. Format 150 × 170 mm.

### Séries

#### Bibiche
Pierre Probst a illustré deux albums de la série Bibiche, écrits par Marie-Reine Blanchard :
- 1945 : Bibiche en Alsace, Lyon, Barbe. Format 245 × 315 mm.
- 1948 : Bibiche et François en voyage, Paris, Barbe. Format 240 × 310 mm.

#### AlbumsCaroline
Quarante-quatre livres de la série Caroline se sont vendus à près de 38 millions d'exemplaires depuis 1953, date de création de ce personnage. Cette fillette d'environ sept ans, blonde à couettes, mène une vie indépendante au milieu d'une bande d'amis : les chiens Bobi, Youpi et Pipo, les chats Pouf et Noiraud, l'ourson Boum, le lionceau Kid et la panthère Pitou. Le prénom de l'héroïne est celui de la grand-mère du dessinateur, son caractère celui de sa fille Simone. Dans cette série, Pierre Probst se charge des textes et des illustrations.

#### RomansCaroline
La série des albums Caroline est adaptée en romans (125 × 170 mm) dans la « Nouvelle Bibliothèque rose » et la « Bibliothèque rose » de Hachette. Les textes sont de Lélio. Cinq dessinateurs se sont succédé. Pierre Probst a illustré :
- 1960 : Caroline, Pouf et Youpi, coll. « Nouvelle bibliothèque rose ».
- 1966 : Caroline en reportage, coll. « Nouvelle bibliothèque rose ».
- 1967 : Caroline et la poupée mécanique, coll. « Nouvelle bibliothèque rose ».
- 1968 : Une récompense pour Caroline, coll. « Nouvelle bibliothèque rose ».
- 1971 : Caroline et le perroquet, coll. « Nouvelle bibliothèque rose ».
- 1973 : Caroline et le serpent à plumes, coll. « Bibliothèque rose ».

### Tim et Poum
Créé en 1961, ce duo est formé d'un lapin et d'un chien. Pierre Probst écrit le texte et l'illustre.
- 1962 : Tim détective, coll. « Les Albums roses », Hachette, .
- 1964 : Tim en ballon, coll. « Les Albums roses », Hachette.
- 1964 : Tim et Poum dans la forêt, Éditions graphiques internationales.
- 1999 : Tim se marie, Hachette.

### Fanfan
Pierre Probst crée en 1966 le personnage de Fanfan, un jeune garçon épris de la nature et entouré d'animaux. Huit albums de ce personnage sont publiés. Ils sont réédités aujourd'hui aux éditions du Triomphe.
- 1966 : Fanfan et sa péniche, coll. « Grands albums Hachette », Hachette ; rééd. Triomphe, 2002.
- 1966 : Fanfan et le dernier loup, coll. « Grands albums Hachette », Hachette ; rééd. Triomphe, 2003.
- 1967 : Fanfan et les cigognes, coll. « Grands albums Hachette », Hachette ; rééd. Triomphe, 2004.
- 1967 : Fanfan et le singe vert, coll. « Grands albums Hachette », Hachette ; rééd. Triomphe, 2004.
- 1967 : Le Noël de fanfan, petit format, coll. « Les Albums roses », Hachette ; rééd. Triomphe, 2006.
- 1968 : Fanfan et la colline en feu, coll. « Grands albums Hachette », Hachette ; rééd. Triomphe, 2003.
- 1968 : Fanfan et la chèvre blanche, coll. « Grands albums Hachette », Hachette ; rééd. Triomphe, 2003.
- 1970 : Fanfan et l'ours de Camargue, coll. « Grands albums Hachette », Hachette ; rééd. Triomphe, 2004.

## Expositions
- Versailles, musée Lambinet, « Caroline, L'univers de Pierre Probst »[3], 2012.
- Paris, hôtel Le Bristol, « Caroline défile au Bristol », 2013. À l'occasion du soixantenaire de ses aventures, les éditions Hachette ont demandé à une trentaine de créateurs de mode de redessiner la tenue de Caroline. Ils se sont inspirés ou ont pris le contre-pied de la célèbre salopette rouge, et leurs dessins ont été installés dans la colonnade de l'hôtel. L'occasion aussi de rééditer l'album Une fête chez Caroline sous forme de tirage limité, et de sortir de nouveaux « Petits Albums Hachette » reprenant 12 titres de la série.
- Exposition virtuelle de l'œuvre de Pierre Probst sur le forum Livres d'enfants[4].

## Hommage
Le journal Combat écrit en 1955, à propos de Pierre Probst : 

« Celui qui invente des formes et des couleurs pour les enfants est bien plus important dans la vie de la nation que celui qui sculpte des statues pour faire durer les vieillards. »